# Chonas-l’Amballan
Chonas-l’Amballan ist eine französische Gemeinde mit 1.691 Einwohnern (Stand: 1. Januar 2022) im Département Isère in der Region Auvergne-Rhône-Alpes. Sie gehört zum Arrondissement Vienne, zum Kanton Vienne-2 und zum Gemeindeverband Pays Viennois. Die Einwohner werden Côtarins genannt.

## Geographie
Die Gemeinde Chonas-l’Amballan liegt auf einem Plateau 150 m über dem Ufer der Rhône, zehn Kilometer südsüdwestlich von Vienne. Die Rhône markiert die westliche Gemeindegrenze zum Département Rhône. Umgeben wird Les Chonas-l’Amballan von den Nachbargemeinden Tupin-et-Semons im Nordwesten und Norden, Reventin-Vaugris im Norden und Osten, Saint-Prim im Süden sowie Condrieu im Westen.

## Bevölkerungsentwicklung
| Jahr                       | 1962 | 1968 | 1975 | 1982 | 1990 | 1999 | 2010 | 2021 |
| -------------------------- | ---- | ---- | ---- | ---- | ---- | ---- | ---- | ---- |
| Einwohner                  | 476  | 517  | 702  | 863  | 1005 | 1219 | 1545 | 1698 |
| Quellen: Cassini und INSEE |      |      |      |      |      |      |      |      |

## Sehenswürdigkeiten

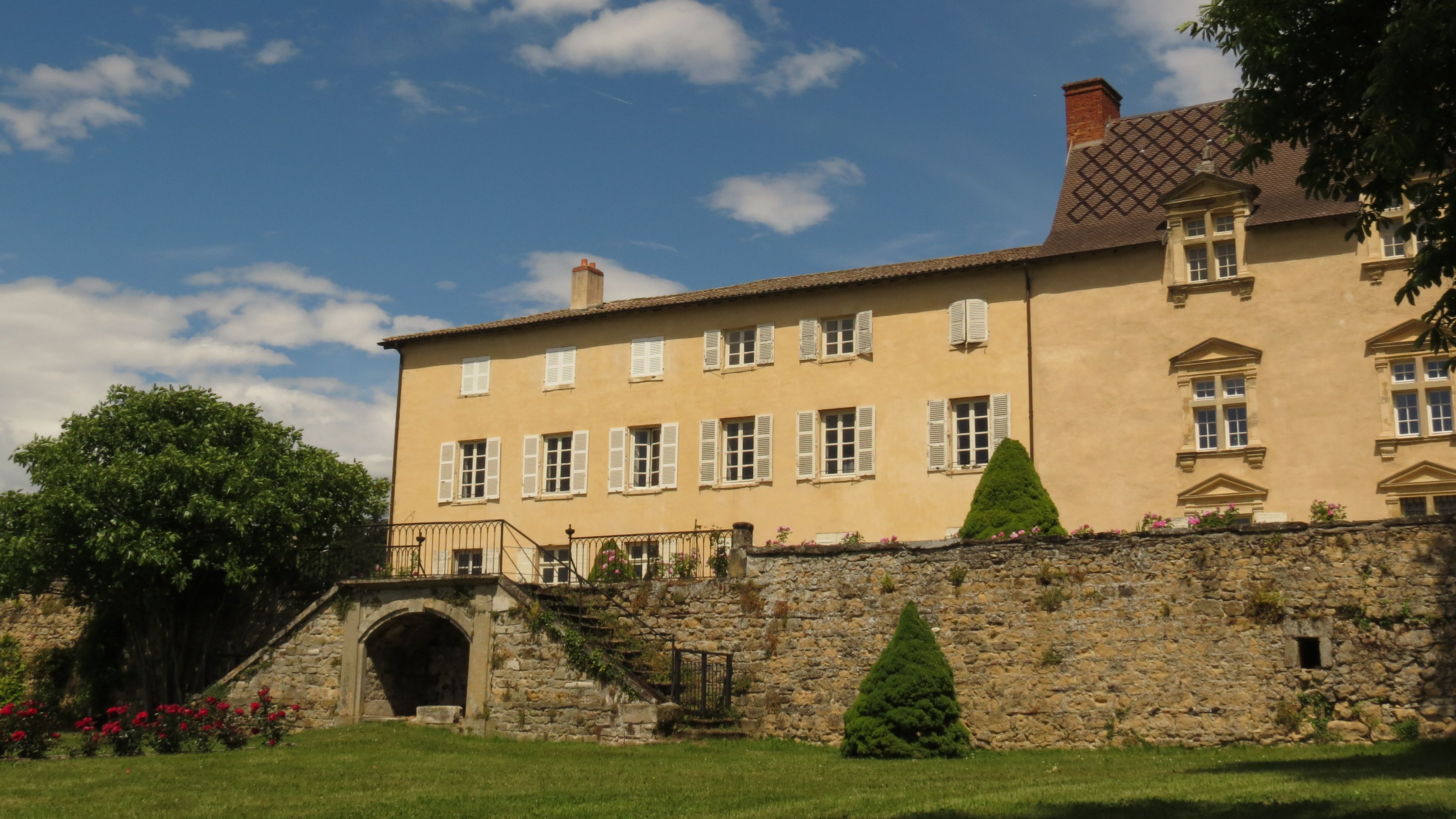
Schloss

- Kirche Saint-Sévère
- Schloss Chonas
- Waschhaus